# Lottschesee
Der Lottschesee, bestehend aus dem Großen und Kleinen Lottschesee, ist ein natürliches Gewässer im Landkreis Barnim in Brandenburg. Der See befindet sich circa zwei Kilometer nördlich von Klosterfelde in unmittelbarer Nähe der westlich an ihm vorbeiführenden Bundesstraße 109 sowie der parallel zur Straße verlaufenden Trasse der Heidekrautbahn mit dem namensgleichen Haltepunkt Lottschesee. 
Rund 35 Kilometer vom Berliner Stadtzentrum entfernt ist der Lottschesee ein beliebtes Naherholungsgebiet, das von den Hauptstädtern besonders in den Sommermonaten gern besucht wird. 

## Geografie
Der Lottschesee liegt auf dem Territorium der Gemeinde Wandlitz, die im Zuge der Gemeindereform im Oktober 2003 aus neun ursprünglich selbstständigen Gemeinden gebildet wurde. Bis zur Eingemeindung gehörten der Große Lottschesee sowie Teile vom Westufer des Kleinen Lottschesees zur Ortslage von Klosterfelde, der Kleine Lottschesee selbst befand sich auf dem Territorium der Gemeinde Prenden. Unmittelbar westlich des Sees verläuft die Grenze zwischen den Kreisen Barnim und Oberhavel. Der Lottschesee umfasst eine Fläche von rund 42 Hektar, davon entfallen auf den Kleinen Lottschesee 13,13 Hektar und auf den Großen Lottschesee 28,6 Hektar. Der Seespiegel liegt auf einer Höhe von 39 m über Normalnull. Die durchschnittliche Tiefe des Sees liegt bei zwei bis drei Metern, beide Teilseen sind stark verschlammt. Ein Wasserzufluss in den Kleinen Lottschesee erfolgt über den Vorderen Graben aus einem westlich der Bundesstraße 109 gelegenen Feuchtgebiet. Der Graben verlässt den See am Ostufer des Großen Lottschesees und entwässert den See in Richtung Prendener Seenrinne über die Eiserlaake und das Pregnitzfließ zum Finowkanal und weiter zur Oder.
Im Westen führen die Trassen der Bundesstraße 109 und der Heidekrautbahn unmittelbar am See vorbei. Ein Haltepunkt der Heidekrautbahn befindet sich nur wenige Meter vom Ufer des Großen Lottschesees entfernt. Er wurde 1933 eröffnet und bedient seitdem vor allem die Sommerfrischler, Wanderer, Camper und Radfahrer.

## Freizeitwert
Schon im Mittelalter war der Lottschesee wegen seines Fischreichtums bekannt. Auch in der Gegenwart ist er ein beliebtes Angelgewässer und Heimstatt zweier Angelvereine. Zum Fischbestand gehören Hecht, Zander, Aal, Barsch, Rotauge und Rotfeder. Ein Angeln vom Ufer aus ist allerdings nicht möglich, da beide Teilseen komplett von einem Schilfgürtel und mehreren Sumpfgebieten umgeben bzw. schlicht zugebaut sind.   
Am Kleinen Lottschesee, in unmittelbarer Nähe der am See gelegenen Gaststätte Haus Lottschesee, befindet sich eine unentgeltliche öffentliche Badestelle. Die angrenzende Liegewiese befindet sich im Eigentum des Wirtes und wird in den Sommermonaten gerne besucht. Auch der benachbarte Campingplatz bietet vielfältige Erholungsmöglichkeiten. Er ist ganzjährig geöffnet. Eine unbefestigte Straße führt von der B 109 bis an das Ausflugslokal und den See heran und dient zugleich als Zufahrt für die Bungalow-Siedlung am Westufer des Sees.

## Torfstich Klosterfelde und Biotope
Circa 600 m südwestlich des Lottschesee liegt das 31 ha große Naturschutzgebiet Torfstich Klosterfelde. 3,45 ha der Gesamtfläche gehören seit 2005 der NABU-Stiftung und werden von dieser betreut. 
Neben den wassergefüllten Torfstichen umfasst das NSG weitere schützenswerte Biotope wie Moor- und Bruchwälder, Röhrichte, Sandtrockenrasengebiete und kleinere Binnendünen. Der Torfstich bietet zahlreichen Amphibien und Reptilien Lebensraum, zahlreiche schützenswerte Vogelarten, darunter Braunkehlchen, Bekassine, Kranich, Schrei- und Fischadler sind im NSG zu beobachten. Streifblättriges und Breitblättriges Knabenkraut, Bachnelkenwurz, Rundblättriger Sonnentau, Gewöhnlicher Froschlöffel und Wasserfeder gehören zu schützenswerten, im Gebiet vorkommenden Pflanzenarten.